# Mark Rudan
Mark Rudan (nacido el 27 de agosto de 1975) es un exfutbolista australiano que se desempeñaba como defensa.
Jugó para clubes como el Alemannia Aquisgrán, Sydney FC, Avispa Fukuoka, Vaduz y Adelaide United.

## Trayectoria

### Clubes
| Club                | País          | Año         |
| ------------------- | ------------- | ----------- |
| Sydney United 58 FC | Australia     | 1993 - 1998 |
| Northern Spirit FC  | Australia     | 1998 - 2000 |
| Alemannia Aquisgrán | Alemania      | 2000 - 2002 |
| Nanjing Yoyo        | China         | 2002        |
| Sydney United 58 FC | Australia     | 2003 - 2004 |
| Public Bank FC      | Malasia       | 2004        |
| Sydney FC           | Australia     | 2005 - 2007 |
| Avispa Fukuoka      | Japón         | 2008        |
| Vaduz               | Liechtenstein | 2009        |
| Adelaide United     | Australia     | 2009 - 2010 |